# Joachim Berchem
Joachim Berchem (ab circa 1617 von Berchem, * um 1572 in Lüttich; † 26. Februar 1648 in Aachen) war Schöffe und Bürgermeister der Reichsstadt Aachen.

## Leben und Wirken
Über Berchems Herkunft ist lediglich bekannt, dass er der Enkel des kaiserlichen Notars Franko Berchem († 1564) und ein Neffe des Stiftskanonikus Johann Berchem († 1599) war, wogegen die Namen seiner Eltern ebenso wenig überliefert sind wie der Grund, weshalb er in Lüttich geboren wurde. Das Wappen, das er führte, ist von dem Kölner Patriziergeschlecht von Berchem deutlich zu unterscheiden. Gesichert ist, dass er im Verlauf eines Verhörprotokolls im Jahr 1606 angab, 34 Jahre alt zu sein sowie dass er ein Studium der Rechtswissenschaften absolviert hatte und als Dr. jur. bezeichnet wird.
Um 1598/1599 wurde Berchem als neues Mitglied in den Schöffenstuhl gewählt und trat der Sternzunft bei, dem Zusammenschluss der Schöffen, deren Greve er ab 1639 wurde. In den folgenden vier Jahrzehnten wurde er insgesamt 18-mal zum Bürgermeister der Stadt Aachen gewählt und war damit einer der am häufigsten wiedergewählten und zugleich auch erfolgreichsten Bürgermeister der Stadt. Seine Amtszeiten belaufen sich auf die Jahre 1601/02, 1603/04, 1605/06, 1607/08, 1609/10, 1611/12, (1613/14), 1614/15, 1615/16 (jeweils zusammen mit Christian Meess, dem Älteren, als Bürger-Bürgermeister aus den Reihen der Zünfte), 1617/18 (mit Egidius Bleyenheuft), 1619/20 (mit Dietrich Speckhewer), 1621/22, 1623/24, 1627/28, 1629/30, 1631/32 (jeweils mit Johann Schörer), 1633/34, 1637/38, 1640/41 (jeweils wieder mit Dietrich Speckhewer) und 1644/45 (mit Balthasar Fiebus).
Es war die Zeit, als die Aachener Religionsunruhen ihren Höhepunkt und ihr vorläufiges Ende hatten. Berchem setzte sich dabei maßgeblich für die Interessen der katholischen Bürger und städtischen Amtsträger ein und geriet dabei oftmals selber in große Schwierigkeiten. So wurde er beispielsweise im Juni 1604 als abgestandener (vormaliger) Bürgermeister von der nunmehrigen evangelischen Mehrheit im Stadtrat schikaniert und als angeblich „Fremder“ aus dem Rat verwiesen. Im April 1605 wurde er zudem mit Hausarrest belegt, jedoch wenige Tage später wieder freigelassen und im Mai von den Katholiken erneut zum Bürgermeister gewählt. In den Folgejahren vermittelte er erfolgreich zwischen den Katholiken, die unter anderem mit zahlreichen auswärtigen Gästen im Jahr 1608 ungestört die Aachener Heiligtumsfahrt feiern wollten, und den Protestanten, die sich gegen eine „Schutzgebühr“ außerhalb der Stadt taufen lassen, heiraten sowie ihre Messen abhalten durften.
Nachdem im Verlauf des Jülich-Klevischen Erbfolgestreits im Herzogtum Jülich ab 1609 evangelische Fürsten dominierten, fühlten sich die Aachener Reformierten in ihrem Handeln bestärkt und versuchten, ihren Glauben wieder offen in der Stadt auszuleben. Daraufhin wurden im Jahr 1611 mehrere protestantische Bürger gefangen genommen, was zu einem anschließenden Aufruhr in der Stadt führte. Obwohl Berchem als wiedergewählter Bürgermeister die Gefangenen wieder frei gelassen hatte, wollte sich die Menge nicht beruhigen lassen und stürmte das Jesuitenkloster, die Stadttore und das Rathaus und erhielt personelle Unterstützung durch die amtierenden evangelisch orientierten Machthaber im Herzogtum Jülich. Dies führte im Mai 1612 zur Wahl der evangelischen Bürgermeister Johann Kalkberner und Adam Schanternel, woraufhin sich Berchem als abgestandener Bürgermeister gezwungen sah, die Stadt fluchtartig zu verlassen. Er begab sich nach Wien, um beim neuen Machthaber Kaiser Matthias um Audienz zu bitten. Dieser wollte jedoch erst seine Krönung am 16. Juni 1612 in Frankfurt am Main abwarten, an deren Feierlichkeiten Berchem als Vertreter des alten Rates der Stadt Aachen ebenso teilnehmen wollte wie die amtierenden protestantischen Bürgermeister. Den Aachener Delegierten wurde jedoch die Teilnahme untersagt, da die Rechtmäßigkeit der Amtsträger noch nicht geklärt sei. Erst anschließend wurde Berchem am Hofe des Kaisers angehört und erwirkte eine Kommission, die in Aachen mit den Protestanten Verhandlungen aufnehmen sollte, die sich jedoch monatelang hinzogen. Dennoch wurde Berchem zusammen mit Meess im Mai 1613 von katholischer Seite erneut zum Bürgermeister gewählt, durfte jedoch das Amt nicht antreten und die von den Protestanten gewählten Bürgermeister Lambert und Jodokus von Beeck übten für ein Amtsjahr die Macht aus. Schließlich erließ der Kaiser den Befehl, dass mit Hilfe der spanischen Truppen unter Ambrosio Spinola die „alte“ Ordnung wiederhergestellt werden solle, die daraufhin nach ihrem Einmarsch nach Aachen am 25. August 1614 die im Mai erneut gewählten Bürgermeister Kalkberner und Schanternel absetzten und Berchem und Meess wieder einsetzten. Anschließend kam es zur Vertreibung der protestantischen Ratsherren und Rädelsführer, einige wurden verhaftet und hingerichtet, andere konnten sich durch Flucht vor Strafverfolgung entziehen wie beispielsweise Kalkberner, dem zur Abschreckung für die Bevölkerung eine Schandsäule auf dem Katschhof errichtet wurde.
Obwohl einige Jahre später ab 1618 der Dreißigjährige Krieg begonnen hatte, war die Situation in Aachen, unter anderem durch die Verweildauer der spanischen Truppen, die noch bis 1632 in Aachen stationiert blieben, weitestgehend geklärt. Im Jahr 1619 war Berchem diesmal offizielles Mitglied der Aachener Delegation, die an den Krönungsfeierlichkeiten des neuen Kaisers Ferdinand II. in Frankfurt teilnahm und ihm die Reichsinsignien überbrachte. Obwohl in Deutschland weiterhin Kriegszustand herrschte, verliefen die nächsten Jahre und Amtszeiten für Berchem unspektakulär. Erst in seiner letzten Amtszeit 1640 sah sich Berchem gezwungen, sich indirekt in das Kriegsgeschehen einzumischen. Durch Zahlung einer hohen Geldsumme an den kaiserlichen Feldherrn Melchior von Hatzfeld verhinderte er, dass Aachen größere Truppenkontingente ins Winterquartier aufnehmen musste, und bewahrte dadurch die Stadt vor wesentlich höheren Kosten für die Truppenversorgung, aber auch vor Vandalismus durch Truppenangehörige und vor möglichen gegnerischen Angriffen.
Berchem hatte sich in seiner gesamten Laufbahn einen anerkannten Ruf erworben, wodurch ihm die Ehre zuteilwurde, im Jahr 1648 als Bevollmächtigter der Stadt Aachen an den Verhandlungen zum Westfälischen Frieden teilzunehmen. Den Abschluss dieser Verhandlungen im Oktober 1648 erlebte Berchem nicht mehr, da er wenige Monate zuvor am 26. Februar nach einer zwischenzeitlichen Rückkehr aus Münster in Aachen verstarb.

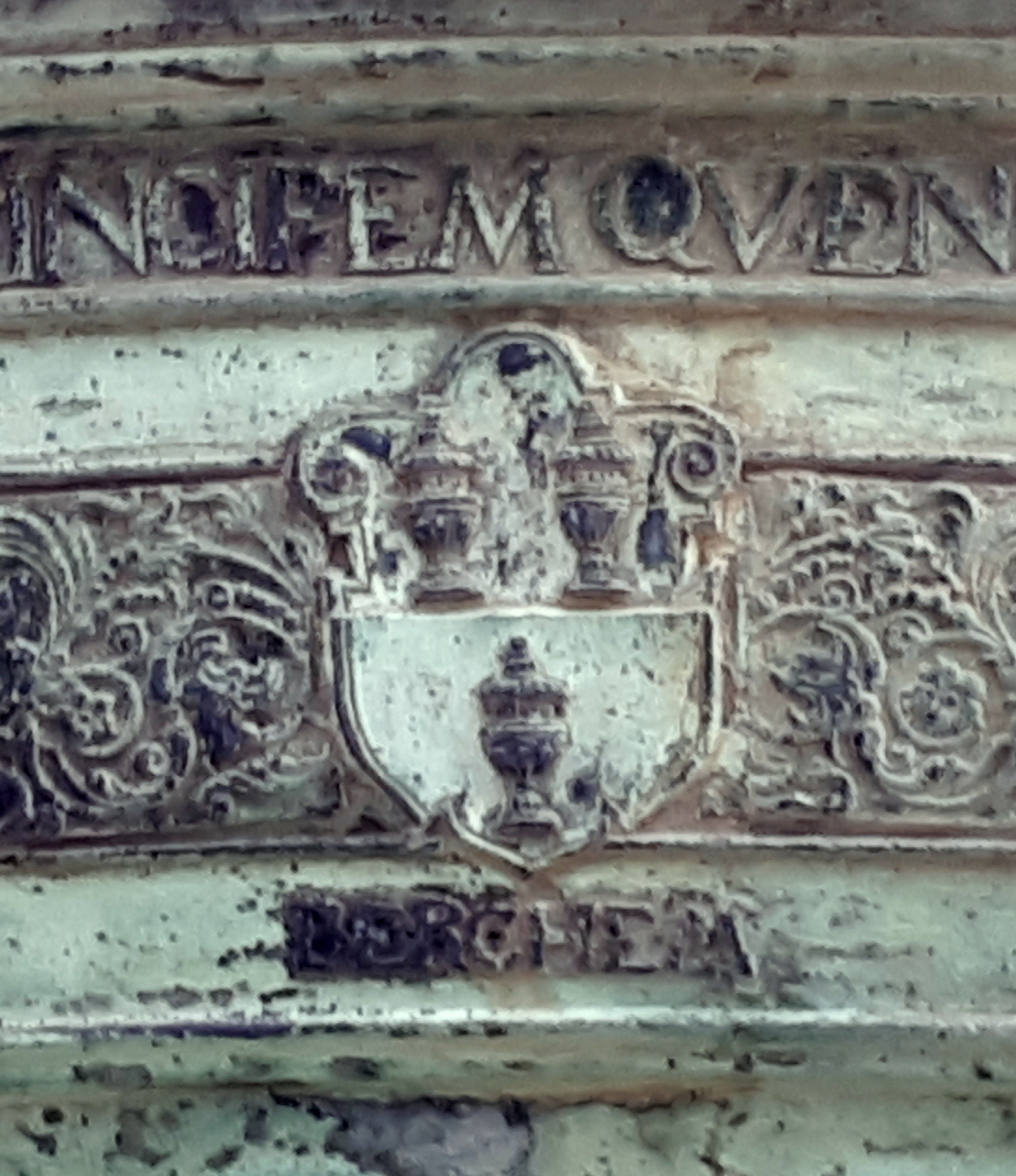
Wappen Berchems am Karlsbrunnen

Für seine Verdienste um die Wiederherstellung des katholischen Glaubens in Aachen wurde Berchem zwischen 1615 und 1617 von Kaiser Matthias in den Adelsstand erhoben und sein Wappen und sein Siegel mit einer Krone im Helmfeld ergänzt. Berchems Wappen findet sich an der Außenwand der Bronzeschale des Aachener Karlsbrunnens, deren Guss und Anbringung er 1620 zusammen mit seinem Zunftbürgermeister und den abgestandenen Bürgermeistern veranlasst hatte.
Berchem war verheiratet mit Apollonia von Manderscheid, mit der er die Tochter Regina Elisabeth (1621–1655) und den Sohn Johann Wilhelm von Berchem († 1676) bekam, der ihm im Schöffenstuhl nachfolgte.